# リッチ・ガール
「リッチ・ガール」（Rich Girl）は、ダリル・ホール&ジョン・オーツが1976年に発表した楽曲。翌年シングルカットされ、全米1位を記録した。

## 概要
作詞作曲とリード・ボーカルはダリル・ホール。1976年8月発売の5枚目のスタジオ・アルバム『Bigger Than Both of Us』に収録された。アルバムにはジム・ゴードンとエド・グリーンの二人のドラマーが参加しているが、本作品はゴードンが叩いている。
翌1977年1月22日にシングルカットされた。B面はホール、ジョン・オーツ、サラ・アレンの3者が書いた「ロンドン・ラック・アンド・ラヴ」。
同年3月26日から4月2日にかけてビルボード・Hot 100の1位を2週連続で記録した。カナダでは5位、オーストラリアでは6位を記録。1977年の年間チャートの23位を記録した。
1978年5月16日発売のライブ・アルバム『Livetime』にライブ・バージョンが収録されている。

## カバー・バージョン
- ニーナ・シモン - 『ボルチモア』（1978年）に収録。
- ミシェル・ルグラン - 『Times of Your Life』（1978年）に収録。
- ミー・ファースト・アンド・ザ・ギミー・ギミーズ - コンピレーション・アルバム『Happy Meals Volume 2: The Perfect Marriage』（2001年）に収録[2]。
- エバークリア - 『The Vegas Years』（2008年）に収録。
- ザ・バード・アンド・ザ・ビー - 『Interpreting the Masters Volume 1: A Tribute to Daryl Hall and John Oates』（2010年）に収録。
- レイチェル・セイジ - 『Delancey Street』（2010年）に収録。
- レイク・ストリート・ダイヴ - ビデオ『Live at the Lizard Lounge』（2011年）、『Fun Machine』（2012年）に収録。
- ラテラル・ブルー - 『Go Your Own Way - A Bluegrass Tribute to the 70s』（2019年）に収録。